# Kosovari in Italia
I kosovari in Italia sono una comunità migrante di 46 471 persone.
Di questi, il 70% (32 398) possiede un permesso di soggiorno di lungo periodo.
Il 34,4% è minorenne, il 51,7% è tra i 18 e i 44 anni. Solo 892 kosovari in Italia (l'1,9%) hanno più di 65 anni.
Tre quarti dei kosovari risiede nel Nord Italia (72,5%). Durante l'anno scolastico 2015/2016 risultano 9 992 alunni e studenti kosovari iscritti presso le scuole italiane. Infine, i responsabili di ditte individuali nati in Kosovo al 2016 sono in totale 1 717.
I kosovari in Italia sono conteggiati a parte nelle statistiche solo a partire dal 2016.